# Abapeba grassima
Abapeba grassima är en spindelart som först beskrevs av Arthur M. Chickering 1972.  Abapeba grassima ingår i släktet Abapeba och familjen flinkspindlar.
Artens utbredningsområde är Panama. Inga underarter finns listade i Catalogue of Life.